# Ethobunus longus
Ethobunus longus is een hooiwagen uit de familie Zalmoxioidae.